# 東京都第9区
東京都第9区（とうきょうとだい9く）は、日本の衆議院議員総選挙における選挙区。1994年（平成6年）の公職選挙法改正で設置。

## 区域

### 現在の区域
2022年（令和4年）公職選挙法改正以降の区域は以下のとおりである。2022年の区割変更により、概ね笹目通り及び環八通りの南田中以南より東側の区域は、10区の内の練馬区に属する区域と共に新設される28区に移行される。
- 練馬区の一部（西部）
  - 貫井4丁目（28番、29番4・8〜22号、30番9・10号、44〜46番、47番18〜48・50〜52号）、高松6丁目、土支田1〜4丁目、富士見台1・2丁目、富士見台3丁目（20番6〜10号、38〜46番、47番5〜7号、55番6〜17号、56〜63番）、富士見台4丁目、南田中1〜5丁目、高野台1〜5丁目、谷原2〜6丁目、三原台1〜3丁目、石神井町1〜8丁目、石神井台1〜8丁目、下石神井1〜6丁目、東大泉1〜7丁目、西大泉町、西大泉1〜6丁目、南大泉1〜6丁目、大泉町1〜6丁目、大泉学園町1〜9丁目、関町北1〜5丁目、関町南1〜4丁目、上石神井南町、立野町、上石神井1〜4丁目、関町東1・2丁目

### 2022年以前の区域
2013年（平成25年）公職選挙法改正から2022年の小選挙区改定までの区域は以下のとおりである。
- 練馬区の一部（中部から西部）
  - 豊玉上2丁目、豊玉中1〜4丁目、豊玉南1〜3丁目、豊玉北3〜6丁目、中村1〜3丁目、中村南1〜3丁目、中村北1〜4丁目、練馬1〜4丁目、向山1〜4丁目、貫井1〜5丁目、春日町1〜6丁目、高松1〜6丁目、田柄3丁目（14〜30番を除く）、田柄5丁目（21〜28番を除く）、光が丘2〜7丁目、旭町1〜3丁目、土支田1〜4丁目、富士見台1〜4丁目、南田中1〜5丁目、高野台1〜5丁目、谷原1〜6丁目、三原台1〜3丁目、石神井町1〜8丁目、石神井台1〜8丁目、下石神井1〜6丁目、東大泉1〜7丁目、西大泉町、西大泉1〜6丁目、南大泉1〜6丁目、大泉町1〜6丁目、大泉学園町1〜9丁目、関町北1〜5丁目、関町南1〜4丁目、上石神井南町、立野町、上石神井1〜4丁目、関町東1・2丁目

1994年（平成6年）公職選挙法改正から2013年の小選挙区改定までの区域は以下のとおりである。
- 練馬区の一部
  - 第一・第三・第四・第五・第六・光が丘・谷原・石神井・関・上石神井・大泉東・大泉西・大泉北の各出張所管内

## 歴史
1996年の総選挙では、ガッツ石松が自民党から立候補し注目されたが落選し、新進党の吉田公一が当選。吉田は、2000年の総選挙では、民主党から立候補し再選。2003年には、自民党の菅原一秀が吉田を下し初当選。2005年に2選。2009年第45回衆議院議員総選挙は民主党新人の木内孝胤が菅原を破り初当選。菅原は比例復活で当選した。
2012年の第46回衆議院議員総選挙は、日本未来の党に移った木内を菅原が破り、4選。2014年の第47回衆議院議員総選挙でも維新の党に移った木内を再び菅原が破った（木内は比例東京ブロック最後の17番目の議席で比例復活）。2017年の第48回衆議院議員総選挙では希望の党候補らを大差で破り6選。
2021年に菅原は、選挙区内の有権者に現金を渡した公職選挙法違反疑惑を受け、議員辞職した（補欠選挙は行わず第49回衆議院議員総選挙まで欠員となる）。
菅原の公民権停止を受けて行われた衆院選（2021年）では、自民党は比例東京ブロックから安藤高夫を鞍替え擁立。立憲民主党は、山岸一生を統一候補として擁立。結果は、山岸が安藤や日本維新の会の候補らを押さえて初当選。安藤は比例東京ブロックでも届かず落選した。菅原と同時期に政治と金の問題が発覚した広島3区（公明党が副代表の斉藤鉄夫を候補として擁立し、当選）とは対照的な結果となった。
第50回衆議院議員総選挙では、自民党から立候補した安藤は区割り変更に伴い東京28区で立候補し、自民党からは今村洋史が立候補予定であったが最終的に不出馬となり、復党した菅原が推薦候補となった。投開票の結果、山岸が菅原らを破り再選した。

## 選出議員
| 選挙名                 | 年     | 当選者   | 党派       |
| ---------------------- | ------ | -------- | ---------- |
| 第41回衆議院議員総選挙 | 1996年 | 吉田公一 | 新進党     |
| 第42回衆議院議員総選挙 | 2000年 | 吉田公一 | 民主党     |
| 第43回衆議院議員総選挙 | 2003年 | 菅原一秀 | 自由民主党 |
| 第44回衆議院議員総選挙 | 2005年 | 菅原一秀 | 自由民主党 |
| 第45回衆議院議員総選挙 | 2009年 | 木内孝胤 | 民主党     |
| 第46回衆議院議員総選挙 | 2012年 | 菅原一秀 | 自由民主党 |
| 第47回衆議院議員総選挙 | 2014年 | 菅原一秀 | 自由民主党 |
| 第48回衆議院議員総選挙 | 2017年 | 菅原一秀 | 自由民主党 |
| 第49回衆議院議員総選挙 | 2021年 | 山岸一生 | 立憲民主党 |
| 第50回衆議院議員総選挙 | 2024年 | 山岸一生 | 立憲民主党 |

## 選挙結果
時の内閣：第1次石破内閣 解散日：2024年10月9日 公示日：2024年10月15日
当日有権者数：30万7404人 最終投票率：57.93% （全国投票率：53.85%（2.08%））
| 当落 | 候補者名   | 年齢 | 所属党派              | 新旧 | 得票数   | 得票率 | 惜敗率 | 推薦・支持             | 重複 |
| ---- | ---------- | ---- | --------------------- | ---- | -------- | ------ | ------ | ---------------------- | ---- |
| 当   | 山岸一生   | 43   | 立憲民主党            | 前   | 75,474票 | 44.14% | ――     |                        | ○    |
|      | 菅原一秀   | 62   | 無所属 (自由民主党籍) | 元   | 64,798票 | 37.89% | 85.85% | 自由民主党・公明党推薦 |      |
|      | 大河内茂太 | 53   | 日本維新の会          | 新   | 23,488票 | 13.74% | 31.12% |                        | ○    |
|      | 大津綾香   | 31   | みんなでつくる党      | 新   | 7,245票  | 4.24%  | 9.60%  |                        | ○    |

時の内閣：第1次岸田内閣 解散日：2021年10月14日 公示日：2021年10月19日
当日有権者数：47万8743人 最終投票率：57.71%（前回比：3.03%） （全国投票率：55.93%（2.25%））
| 当落 | 候補者名 | 年齢 | 所属党派     | 新旧 | 得票数    | 得票率 | 惜敗率 | 推薦・支持               | 重複 |
| ---- | -------- | ---- | ------------ | ---- | --------- | ------ | ------ | ------------------------ | ---- |
| 当   | 山岸一生 | 40   | 立憲民主党   | 新   | 109,489票 | 40.90% | ――     | 社会民主党東京都連合推薦 | ○    |
|      | 安藤高夫 | 62   | 自由民主党   | 前   | 95,284票  | 35.59% | 87.03% | 公明党推薦               | ○    |
|      | 南純     | 38   | 日本維新の会 | 新   | 47,842票  | 17.87% | 43.70% |                          | ○    |
|      | 小林興起 | 77   | 新党やまと   | 元   | 15,091票  | 5.64%  | 13.78% |                          |      |

- 小林は以前東京10区を地盤としていた。

時の内閣：第3次安倍第3次改造内閣 解散日：2017年9月28日 公示日：2017年10月10日
当日有権者数：46万8623人 最終投票率：54.68%（前回比：0.11%） （全国投票率：53.68%（1.02%））
| 当落 | 候補者名 | 年齢 | 所属党派   | 新旧 | 得票数    | 得票率 | 惜敗率 | 推薦・支持 | 重複 |
| ---- | -------- | ---- | ---------- | ---- | --------- | ------ | ------ | ---------- | ---- |
| 当   | 菅原一秀 | 55   | 自由民主党 | 前   | 122,279票 | 49.17% | ――     | 公明党推薦 | ○    |
|      | 高松智之 | 43   | 希望の党   | 新   | 64,731票  | 26.03% | 52.94% |            | ○    |
|      | 原純子   | 53   | 日本共産党 | 新   | 57,439票  | 23.10% | 46.97% |            |      |
|      | 前田吉成 | 62   | 無所属     | 新   | 4,243票   | 1.71%  | 3.47%  |            | ×    |

- 高松は第49回は立憲民主党公認で比例東京ブロック単独で立候補したが落選。第50回は東京都第28区から立候補し当選。
- 原は2021年東京都議会議員選挙に江戸川区選挙区から立候補し当選。

時の内閣：第2次安倍改造内閣 解散日：2014年11月21日 公示日：2014年12月2日
当日有権者数：45万2092人 最終投票率：54.79%（前回比：8.67%） （全国投票率：52.66%（6.66%））
| 当落 | 候補者名 | 年齢 | 所属党派   | 新旧 | 得票数    | 得票率 | 惜敗率 | 推薦・支持               | 重複 |
| ---- | -------- | ---- | ---------- | ---- | --------- | ------ | ------ | ------------------------ | ---- |
| 当   | 菅原一秀 | 52   | 自由民主党 | 前   | 123,368票 | 51.40% | ――     | 公明党推薦               | ○    |
| 比当 | 木内孝胤 | 48   | 維新の党   | 元   | 65,809票  | 27.42% | 53.34% | 生活の党・民主党都連推薦 | ○    |
|      | 原純子   | 50   | 日本共産党 | 新   | 50,861票  | 21.19% | 41.23% |                          |      |

- 木内は第48回は希望の党公認で東京都第8区から立候補したが落選。第49回は日本維新の会公認で東京都第2区から立候補したが落選。第26回参議院議員通常選挙で比例区から立候補したが落選。

時の内閣：野田第3次改造内閣 解散日：2012年11月16日 公示日：2012年12月4日
当日有権者数：44万8660人 最終投票率：63.46%（前回比：4.42%） （全国投票率：59.32%（9.96%））
| 当落 | 候補者名   | 年齢 | 所属党派     | 新旧 | 得票数    | 得票率 | 惜敗率 | 推薦・支持   | 重複 |
| ---- | ---------- | ---- | ------------ | ---- | --------- | ------ | ------ | ------------ | ---- |
| 当   | 菅原一秀   | 50   | 自由民主党   | 前   | 145,013票 | 53.49% | ――     | 公明党推薦   | ○    |
|      | 木内孝胤   | 46   | 日本未来の党 | 前   | 55,736票  | 20.56% | 38.44% | 新党大地推薦 | ○    |
|      | 福村隆     | 49   | 民主党       | 新   | 45,386票  | 16.74% | 31.30% | 国民新党推薦 | ○    |
|      | 坂尻正由喜 | 41   | 日本共産党   | 新   | 24,976票  | 9.21%  | 17.22% |              |      |

- 福村は第47回は比例東京ブロック単独で立候補したが落選。第48回は希望の党公認で静岡県第7区から立候補したが落選。第49回は立憲民主党公認で静岡県第2区から立候補したが落選。

時の内閣：麻生内閣 解散日：2009年7月21日 公示日：2009年8月18日
当日有権者数：44万4929人 最終投票率：67.88%（前回比：0.4%） （全国投票率：69.28%（1.77%））
| 当落 | 候補者名 | 年齢 | 所属党派   | 新旧 | 得票数    | 得票率 | 惜敗率 | 推薦・支持 | 重複 |
| ---- | -------- | ---- | ---------- | ---- | --------- | ------ | ------ | ---------- | ---- |
| 当   | 木内孝胤 | 43   | 民主党     | 新   | 140,109票 | 47.24% | ――     |            | ○    |
| 比当 | 菅原一秀 | 47   | 自由民主党 | 前   | 126,026票 | 42.49% | 89.95% |            | ○    |
|      | 岸良信   | 54   | 日本共産党 | 新   | 26,796票  | 9.04%  | 19.13% |            |      |
|      | 沖原唯浩 | 35   | 幸福実現党 | 新   | 3,644票   | 1.23%  | 2.60%  |            |      |

時の内閣：第2次小泉改造内閣 解散日：2005年8月8日 公示日：2005年8月30日
当日有権者数：42万9691人 最終投票率：67.48%（前回比：7.78%） （全国投票率：67.51%（7.65%））
| 当落 | 候補者名   | 年齢 | 所属党派   | 新旧 | 得票数    | 得票率 | 惜敗率 | 推薦・支持 | 重複 |
| ---- | ---------- | ---- | ---------- | ---- | --------- | ------ | ------ | ---------- | ---- |
| 当   | 菅原一秀   | 43   | 自由民主党 | 前   | 153,309票 | 53.86% | ――     |            | ○    |
|      | 川島智太郎 | 41   | 民主党     | 新   | 87,890票  | 30.88% | 57.33% |            | ○    |
|      | 望月康子   | 49   | 日本共産党 | 新   | 28,493票  | 10.01% | 18.59% |            |      |
|      | 中川直人   | 48   | 社会民主党 | 新   | 14,952票  | 5.25%  | 9.75%  |            | ○    |

- 川島は第45回は比例東京ブロック単独で当選。第46回・47回・49回・50回は比例東京ブロック単独で立候補したが落選（第46回は日本未来の党公認、第47回は生活の党公認、第49回からは立憲民主党公認）。

時の内閣：第1次小泉第2次改造内閣 解散日：2003年10月10日 公示日：2003年10月28日
当日有権者数：42万3412人 最終投票率：59.73%（前回比：1.68%） （全国投票率：59.86%（2.63%））
| 当落 | 候補者名 | 年齢 | 所属党派   | 新旧 | 得票数    | 得票率 | 惜敗率 | 推薦・支持 | 重複 |
| ---- | -------- | ---- | ---------- | ---- | --------- | ------ | ------ | ---------- | ---- |
| 当   | 菅原一秀 | 41   | 自由民主党 | 新   | 112,868票 | 45.83% | ――     |            | ○    |
|      | 吉田公一 | 63   | 民主党     | 前   | 96,662票  | 39.25% | 85.64% |            | ○    |
|      | 望月康子 | 47   | 日本共産党 | 新   | 27,903票  | 11.33% | 24.72% |            |      |
|      | 村田敏   | 52   | 社会民主党 | 新   | 8,841票   | 3.59%  | 7.83%  |            | ○    |

- 吉田はその後比例東京ブロック単独候補に回り、第45回で返り咲き。

時の内閣：第1次森内閣 解散日：2000年6月2日 公示日：2000年6月13日
当日有権者数：40万9647人 最終投票率：61.41%（前回比：3.94%） （全国投票率：62.49%（2.84%））
| 当落 | 候補者名   | 年齢 | 所属党派   | 新旧 | 得票数   | 得票率 | 惜敗率 | 推薦・支持 | 重複 |
| ---- | ---------- | ---- | ---------- | ---- | -------- | ------ | ------ | ---------- | ---- |
| 当   | 吉田公一   | 59   | 民主党     | 前   | 86,450票 | 35.43% | ――     |            | ○    |
|      | 菅原一秀   | 38   | 自由民主党 | 新   | 81,912票 | 33.57% | 94.75% |            | ○    |
|      | 望月康子   | 43   | 日本共産党 | 新   | 44,057票 | 18.05% | 50.96% |            |      |
|      | 川島智太郎 | 36   | 自由党     | 新   | 31,612票 | 12.95% | 36.57% |            | ○    |

時の内閣：第1次橋本内閣 解散日：1996年9月27日 公示日：1996年10月8日 最終投票率：57.47% （全国投票率：59.65%（8.11%））
| 当落 | 候補者名   | 年齢 | 所属党派   | 新旧 | 得票数   | 得票率 | 惜敗率 | 推薦・支持 | 重複 |
| ---- | ---------- | ---- | ---------- | ---- | -------- | ------ | ------ | ---------- | ---- |
| 当   | 吉田公一   | 55   | 新進党     | 前   | 67,657票 | 30.74% | ――     |            |      |
|      | 小川敏夫   | 48   | 民主党     | 新   | 59,668票 | 27.11% | 88.19% |            | ○    |
|      | ガッツ石松 | 47   | 自由民主党 | 新   | 43,766票 | 19.89% | 64.69% |            | ○    |
|      | 増村耕太郎 | 42   | 日本共産党 | 新   | 37,172票 | 16.89% | 54.94% |            |      |
|      | 坂藤朋夫   | 48   | 社会民主党 | 新   | 11,808票 | 5.37%  | 17.45% |            | ○    |

- 小川は第18回参議院議員通常選挙に立候補し、当選。